# マンダレー
マンダレー (ビルマ語: မန္တလေး、ALA-LC翻字法: Mantale"、ビルマ語発音: [mœ́ndəlé]; Mandalay) は、ミャンマー（以前のビルマ）でヤンゴンに次ぐ第2の都市であり、人口は 927,000 人（2005年人口調査）、2014年の都市圏人口は 2,140,000 人に上る。イギリスにより併合されるまで、ビルマで独立を保った最後の王朝（コンバウン王朝）の首都（1860年-1885年）であった。また、現在のマンダレー地方域の区都である。マンダレーは国土のほぼ中央部に位置し、エーヤワディー川の東岸で、ヤンゴンの北716kmの乾燥地帯の中央にある。

## 歴史

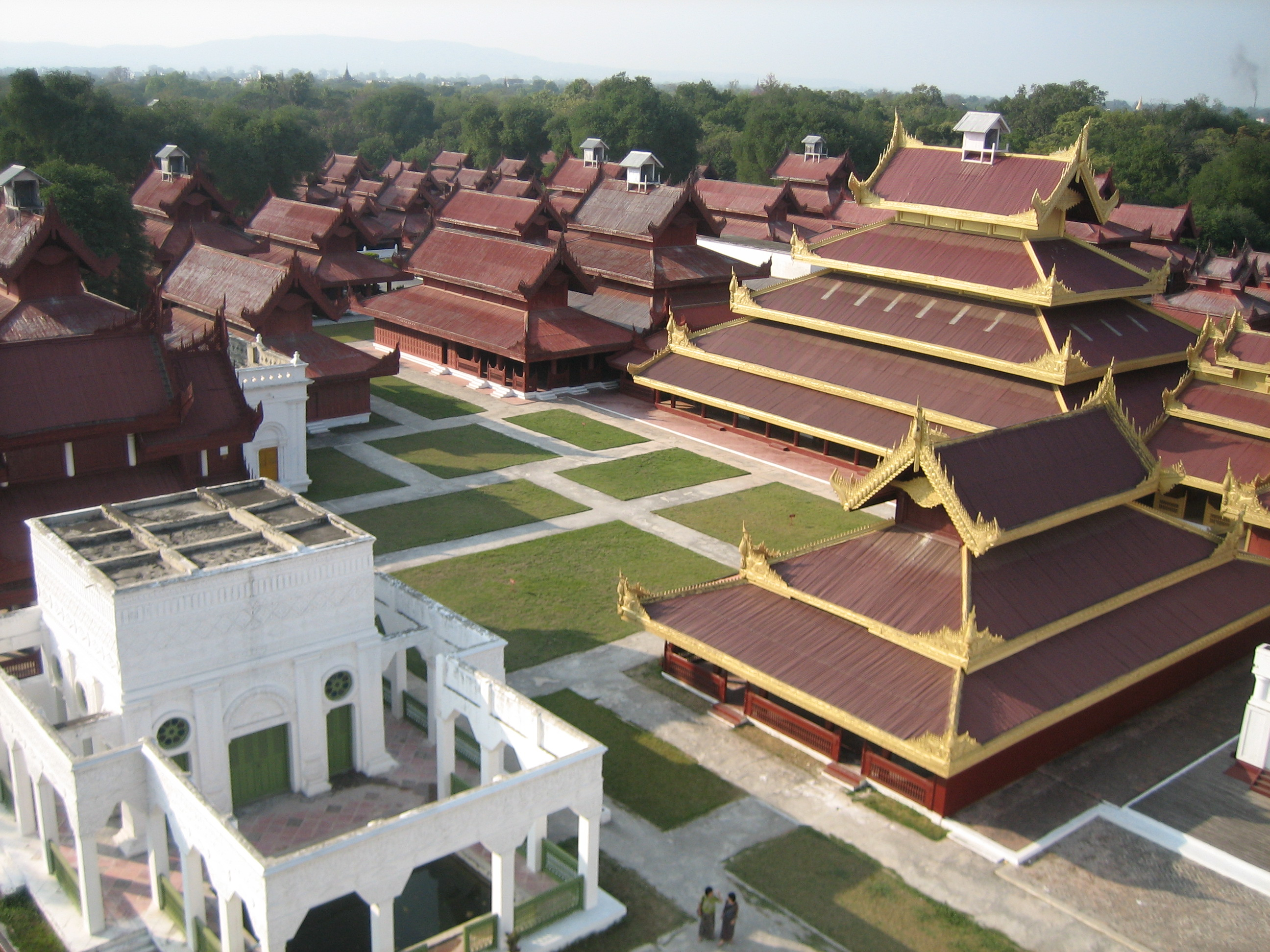
マンダレー王宮

マンダレーは、1859年5月23日に王ミンドン・ミンによって建設され、 1885年の第三次英緬戦争を経て大英帝国に併合されるまで、ビルマで独立を保った最後の王朝の首都（1860年-1885年）であった。
ビルマの他の町とは異なり、マンダレーは、近隣に Hti Baunga という名の村が存在したとはいえ、より小さな居留地が町の一部へと発展したものではない。マンダレーは、仏教の2400周年の祝祭の機にまさにこの場所に偉大な都市（仏教の都）が現れるであろうというブッダの予言に従って、標高 236 メートルのマンダレー丘のふもとに建設された。

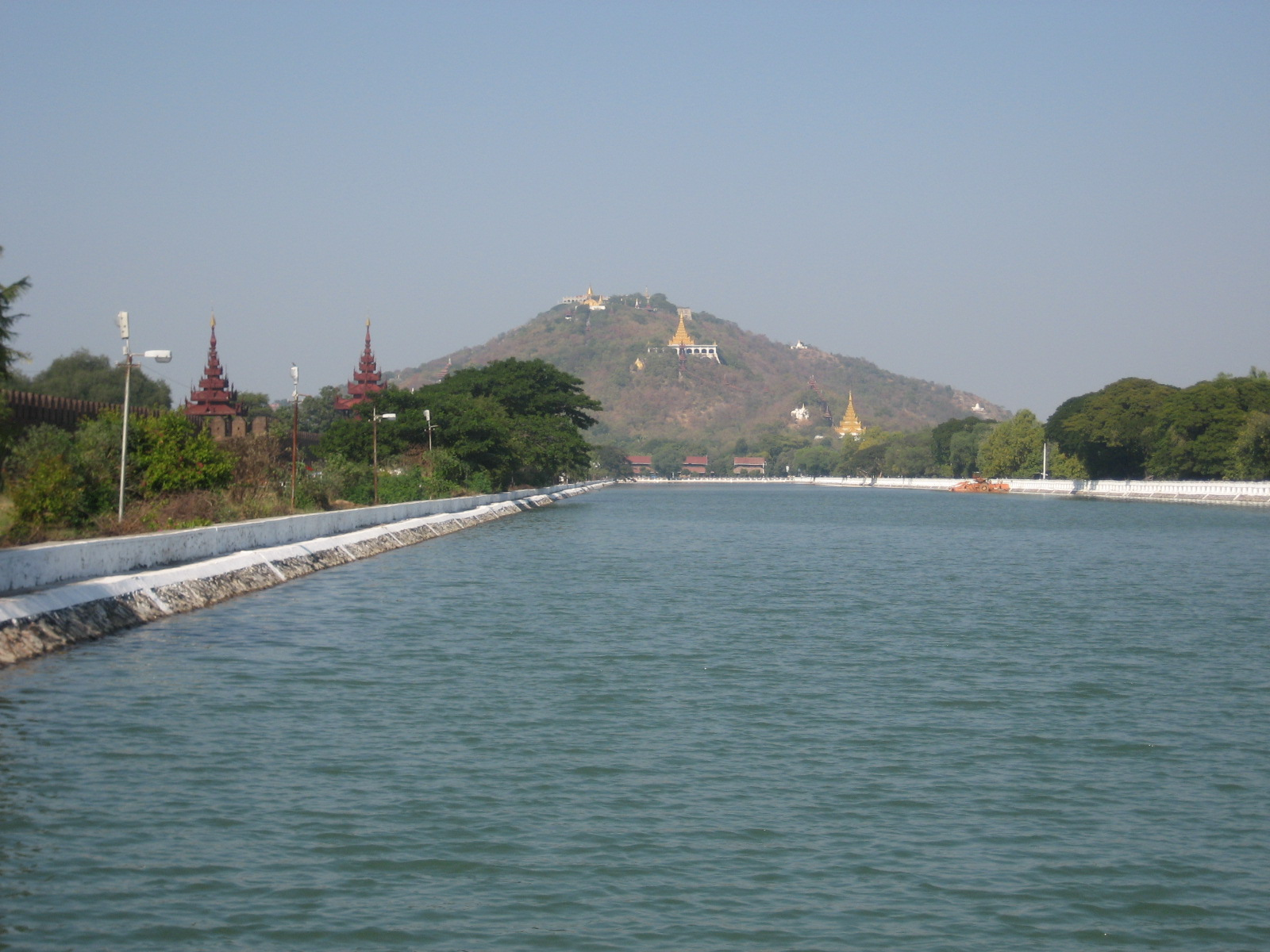
宗教遺跡が多く集まる高さ 240m のマンダレー丘。

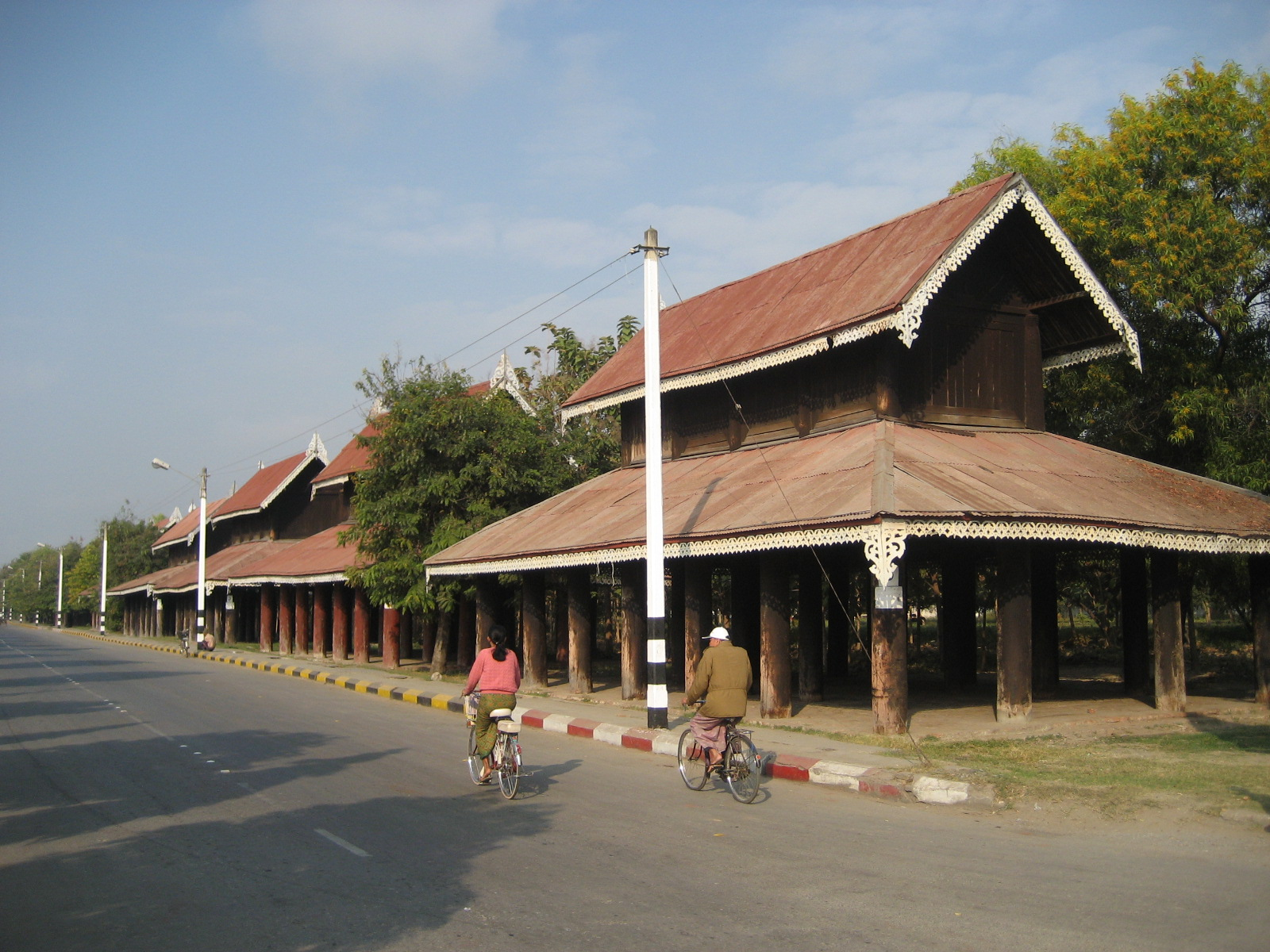
トゥダマーザヤッは、ミンドン王の治世の代に造られた。

ミンドン王は、その予言を実現させることを決意し、アマラプラの王国を統治していた1857年1月13日に、新たな王国を創設する勅令を発した。登位記念式典は1858年1月に挙行され、それまでの王都アマラプラは解体されて、象によりマンダレー丘のふもとの新立地に運ばれた。起工式とともに、ミンドン王は、ビルマ歴1219年（1857年）カソン月の6番目に月が欠け始める日に、マンダレーの基礎を定めた。王は、同時に、7つの建造物の基礎も定めた。城壁で囲まれた王都、それを取り囲む堀、Maha Lawka Marazein 仏塔（クドードーパゴダ(en)）、 Pahtan-haw Shwe Thein という名の高位叙階式場、 Atumashi （比類なき）僧院、トゥダマーザヤッ（သုဓမ္မာဇရပ်; 説教のための公会堂）、仏典を収めた図書館が、それである。
王都全体は「レーチュンアウンミェー」（လေးကျွန်းအောင်မြေ）〈四島の上に立つ栄光の地〉と呼ばれ、王宮は Mya Nan San Kyaw （名高きエメラルドの王宮）と呼ばれた。王国の新首都は「ヤダナーボン・ネーピードー」（ရတနာပုံနေပြည်တော်; そのパーリ語名である Ratanapura〈宝石の都〉のビルマ語訳）と呼ばれた。その後、呼び名が丘にちなんでマンダレーになった。その名は、パーリ語の Mandala （「平原」を意味する。）－マンダレーは太鼓の表面のように平坦であるといわれる－の派生語であり、パーリ語の Mandare （「幸運の地」を意味する。）の派生語でもある。
マンダレーは、ちょうど29年後の第三次英緬戦争の間、占領されることになる。当代の王であるティーボー・ミンと王妃スパヤラットは、王宮から退去することを強いられ、結局インドに亡命した。王宮は、当時のインド総督・ダファリン伯爵にちなんでダファリン要塞と改名され、イギリスとインドの軍隊が宿営するために使われ、多くの驚くべき財宝が略奪された。その中で最も優れたものの一部は大英帝国に還送され、今なおヴィクトリア&アルバート美術館で見ることができる。ただし、獅子の玉座などの一部のレガリアは第二次世界大戦後に返還されている。

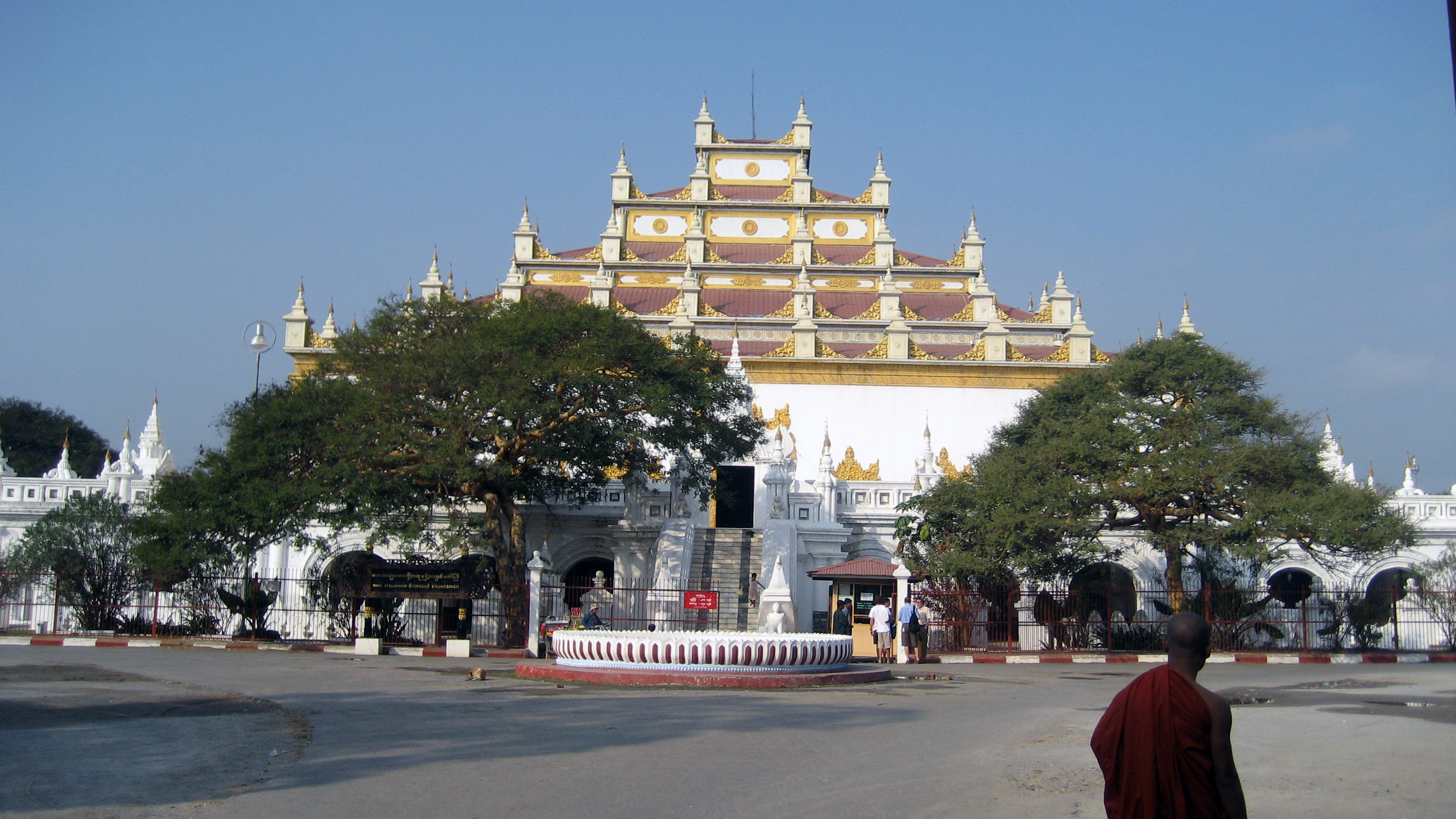
アトゥーマシー僧院は火災によって失われる前の姿の忠実なレプリカとして再建された。

第二次世界大戦中は、日本軍が、中国の補給線を断つことを狙って、インドシナを占領した。しかし、1939年1月には、ビルマを経由する新たな補給線が既に開通していた。これは、ビルマルートとして知られるようになったもので、ラングーン（ヤンゴン）からマンダレー、ラシオ、保山市及び昆明市を経由して重慶市に至るものであった。何万トンもの軍需物資がこの道を通って中国の国民党政府に届けられ、日本軍を苦況に陥れたために、日本軍はこの補給線を断とうと躍起になった。そのため、日本は、地元民族主義者集団の支援を狙って、三十人の志士に率いられたビルマ独立義勇軍 (BIA) の設立を援助した。彼らの協力の下で、日本はタイ領チュムポーンからビルマに進攻し、バゴー・ラングーン攻略を経て、英印軍が撤退したマンダレーを1942年5月2日に占領した。王宮を含む要塞は日本軍の兵站部に転用され、イギリス軍がラングーンの都と港とを奪回するための地上作戦の一部として1945年3月にマンダレーを解放したのに先立って、激しい爆撃にさらされた。王宮は完全に焼失し、王立造幣局と時鐘塔のように一対の石造りの建物を組み合わせた王宮は、石造りの台座を残すのみとなった。その後、ネ・ウィンが1980年代に忠実な複製を建設した。
1948年、ビルマはイギリスからの独立を宣言し、ビルマ連邦の結成とともに、マンダレーはマンダレー地方域の区都となった。
2000年代に入ってから、多くの中国人移民が移住しており、元からの住民が追い出される事例が発生して問題となっている。

## 交通および経済

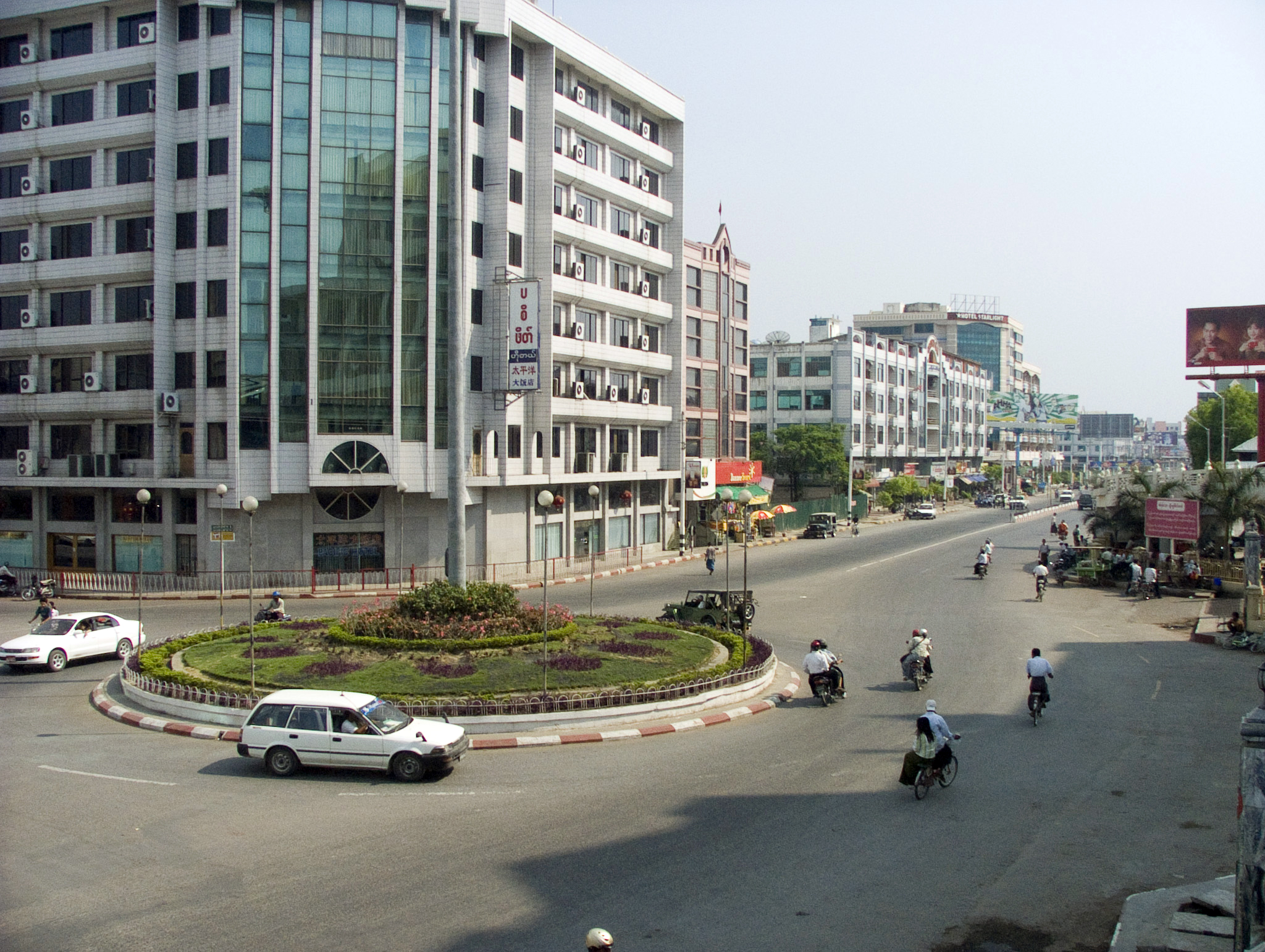
マンダレー市街

ミャンマー国鉄のマンダレー中央駅は、ヤンゴンからの幹線鉄道の終点駅であり、ピンウールイン、ラシオおよびミッチーナーへと更に北方に延びる支線の起点でもある。1990年代に欧米が制裁を科して以来、華人がマンダレーの経済の支配を強めつつある。1999年に、中国の援助で、新たな国際空港であるマンダレー国際空港が完成した。
現在ではミャンマー最大の中国資本の拠点である。国境で賄賂を支払い、ミャンマーの国民証明書を手に入れて移住する中国人が増えているとされ、地元住民からは「リトル・チャイナ」と呼ばれている。また、マンダレー市内には住民名義で工場を経営する中国人やマンダレーで生産した衣類に「中国製」のタグを付けて香港経由で欧米に輸出していた中国人経営の工場も存在するという。
「マンダレーへの道」としてのエーヤワディー川の名声は今でも残っており、米や料理用油、穀物、竹、チーク材等の農産物を始めとする物流の大動脈となっている。マンダレーは、北部および中部ミャンマーの取引及び通信の中心でもある。主要産業には、絹織物、タペストリー、ヒスイの切り出しと研磨、石および木の彫刻、大理石および青銅の仏像、寺院の装飾品および道具一式、黄金および銀の葉の制作、マッチの製造、醸造および蒸留がある。

### マンダレービール
マンダレービールは、マンダレーにおいて産業省が醸造しており、ミャンマーにおいては有名なビールである。ミャンマーにおける最初の国有醸造所であるマンダレーは、マンダレーラガー、マンダレー赤ラガーおよびマンダレーエールを生産している。

## 気候
4月がもっとも暑く、40℃前後まで上がる日もある。雨季はおおよそ5月～10月まで。
| マンダレー (1961–1990)の気候                                                    | マンダレー (1961–1990)の気候 | マンダレー (1961–1990)の気候 | マンダレー (1961–1990)の気候 | マンダレー (1961–1990)の気候 | マンダレー (1961–1990)の気候 | マンダレー (1961–1990)の気候 | マンダレー (1961–1990)の気候 | マンダレー (1961–1990)の気候 | マンダレー (1961–1990)の気候 | マンダレー (1961–1990)の気候 | マンダレー (1961–1990)の気候 | マンダレー (1961–1990)の気候 | マンダレー (1961–1990)の気候 |
| 月                                                                              | 1月                          | 2月                          | 3月                          | 4月                          | 5月                          | 6月                          | 7月                          | 8月                          | 9月                          | 10月                         | 11月                         | 12月                         | 年                           |
| ------------------------------------------------------------------------------- | ---------------------------- | ---------------------------- | ---------------------------- | ---------------------------- | ---------------------------- | ---------------------------- | ---------------------------- | ---------------------------- | ---------------------------- | ---------------------------- | ---------------------------- | ---------------------------- | ---------------------------- |
| 平均最高気温 °C （°F）                                                          | 28.6 (83.5)                  | 32.1 (89.8)                  | 35.8 (96.4)                  | 38.4 (101.1)                 | 36.8 (98.2)                  | 34.2 (93.6)                  | 34.3 (93.7)                  | 32.3 (90.1)                  | 33.1 (91.6)                  | 32.2 (90)                    | 30.2 (86.4)                  | 28.2 (82.8)                  | 33.0 (91.4)                  |
| 平均最低気温 °C （°F）                                                          | 13.3 (55.9)                  | 14.9 (58.8)                  | 19.7 (67.5)                  | 24.4 (75.9)                  | 25.8 (78.4)                  | 25.8 (78.4)                  | 25.8 (78.4)                  | 25.2 (77.4)                  | 24.9 (76.8)                  | 23.5 (74.3)                  | 19.4 (66.9)                  | 14.8 (58.6)                  | 21.5 (70.6)                  |
| 雨量 mm （inch）                                                                | 4 (0.16)                     | 2 (0.08)                     | 1 (0.04)                     | 40 (1.57)                    | 138 (5.43)                   | 116 (4.57)                   | 83 (3.27)                    | 136 (5.35)                   | 150 (5.91)                   | 125 (4.92)                   | 38 (1.5)                     | 6 (0.24)                     | 839 (33.03)                  |
| 平均降雨日数                                                                    | 0.4                          | 0.4                          | 0.4                          | 3.3                          | 8.3                          | 7.2                          | 5.9                          | 8.7                          | 8.1                          | 6.8                          | 2.8                          | 0.7                          | 53.0                         |
| % 湿度                                                                          | 68                           | 58                           | 49                           | 50                           | 66                           | 73                           | 71                           | 76                           | 76                           | 77                           | 74                           | 72                           | 67.5                         |
| 平均月間日照時間                                                                | 309                          | 280                          | 301                          | 291                          | 267                          | 208                          | 182                          | 168                          | 215                          | 223                          | 269                          | 278                          | 2,991                        |
| 出典1：World Meteoroglogical Organization, Weatherbase (record highs and lows). |                              |                              |                              |                              |                              |                              |                              |                              |                              |                              |                              |                              |                              |
| 出典2：Danish Meteorological Institute (sun and relative humidity)              |                              |                              |                              |                              |                              |                              |                              |                              |                              |                              |                              |                              |                              |

## 文化

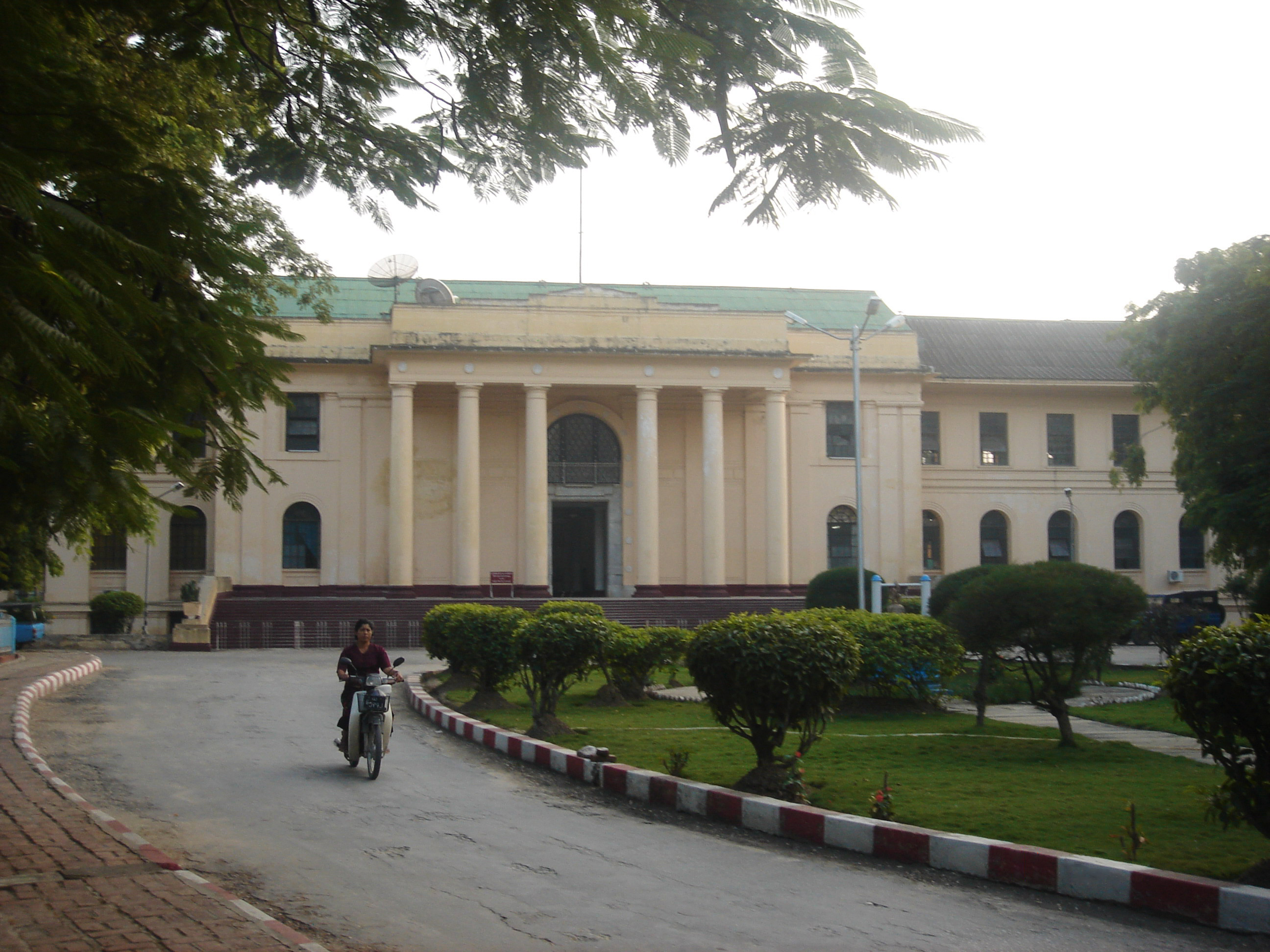
マンダレー大学

マンダレーは、ミャンマーにおける仏教文化と信仰の中心であり、無数の僧院と700を超えるパゴダがある。マンダレー丘のふもとには、世界最大の本としても知られる、世界の公式「仏典」がクドードーパゴダの中にある。そこには仏教のパーリ経典が全文彫り込まれた729枚の石盤が、1枚ずつ白い仏塔に納められている。
マンダレーの旧城市内の建物は、囚人を用いて近年補修された堀に囲まれている。旧城市は、第二次世界大戦中にほとんど破壊され、今は複製に置き換えられているマンダレー王宮、マンダレー刑務所、さらに、北西方面部隊 (Na Ma Hka) の司令部である陸軍駐屯地がある。

## 画像

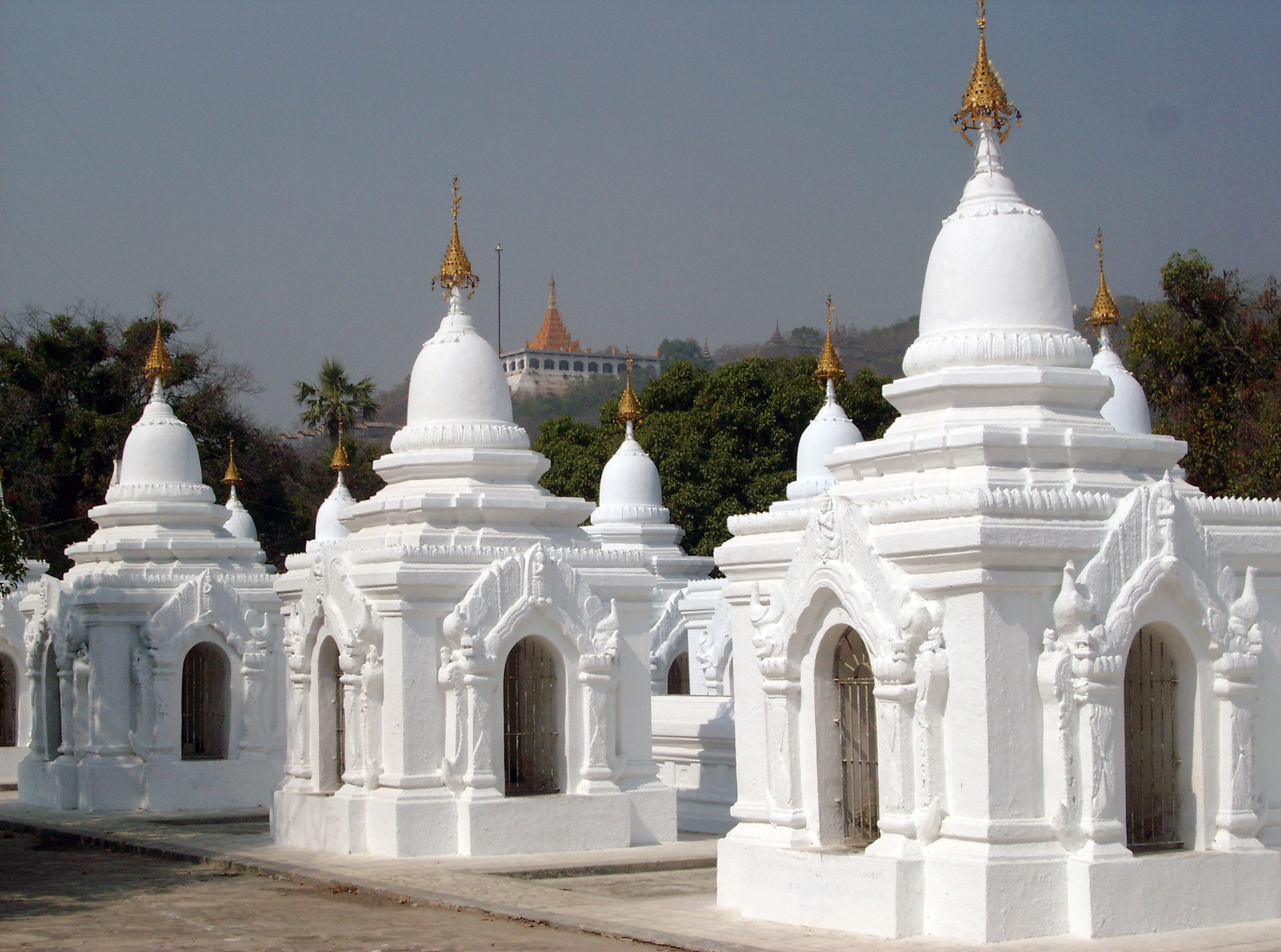
729の卒塔婆の何棟かは、クドードォ寺の World's largest book として知られている。
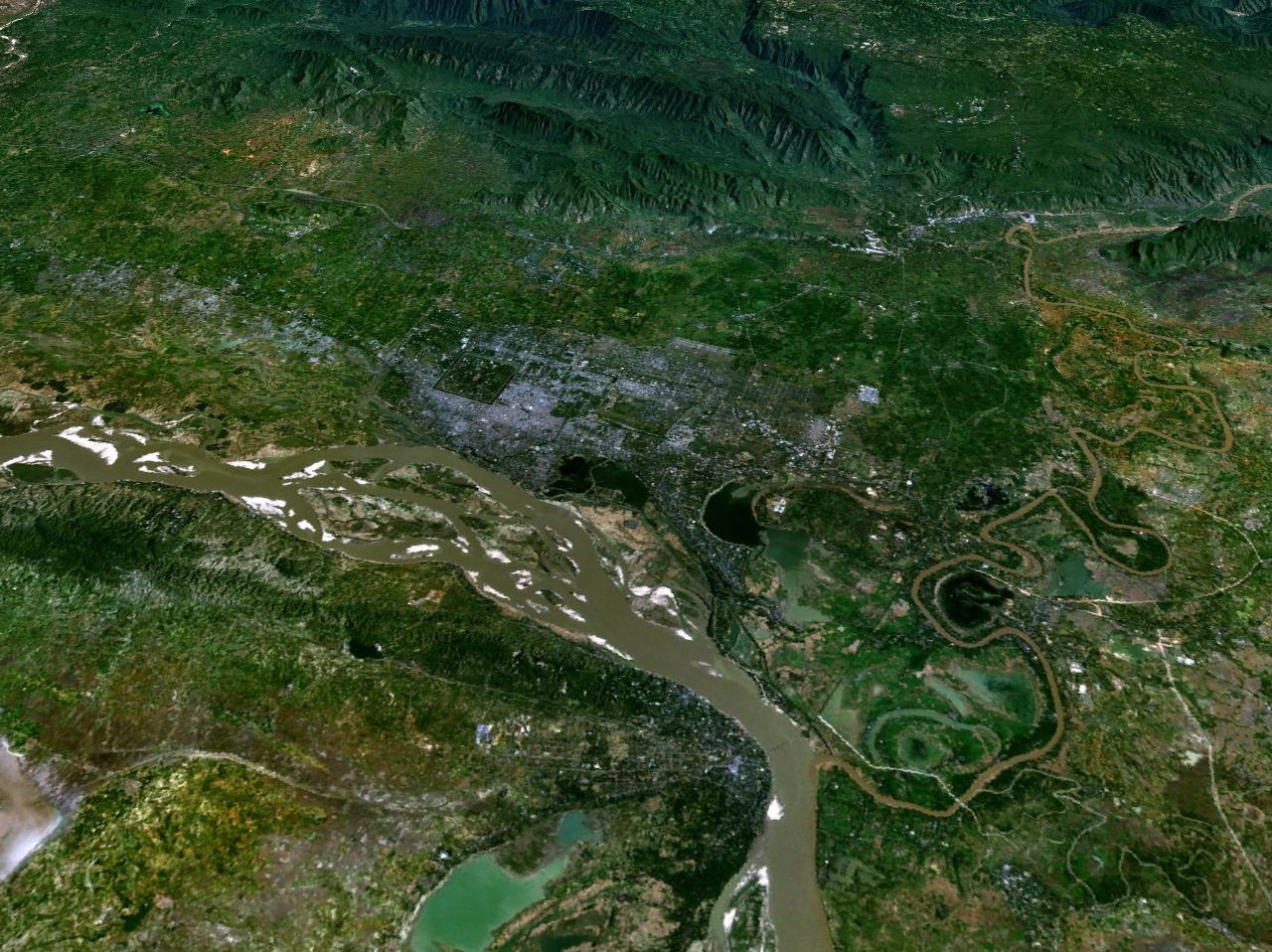
マンダレーの衛星写真
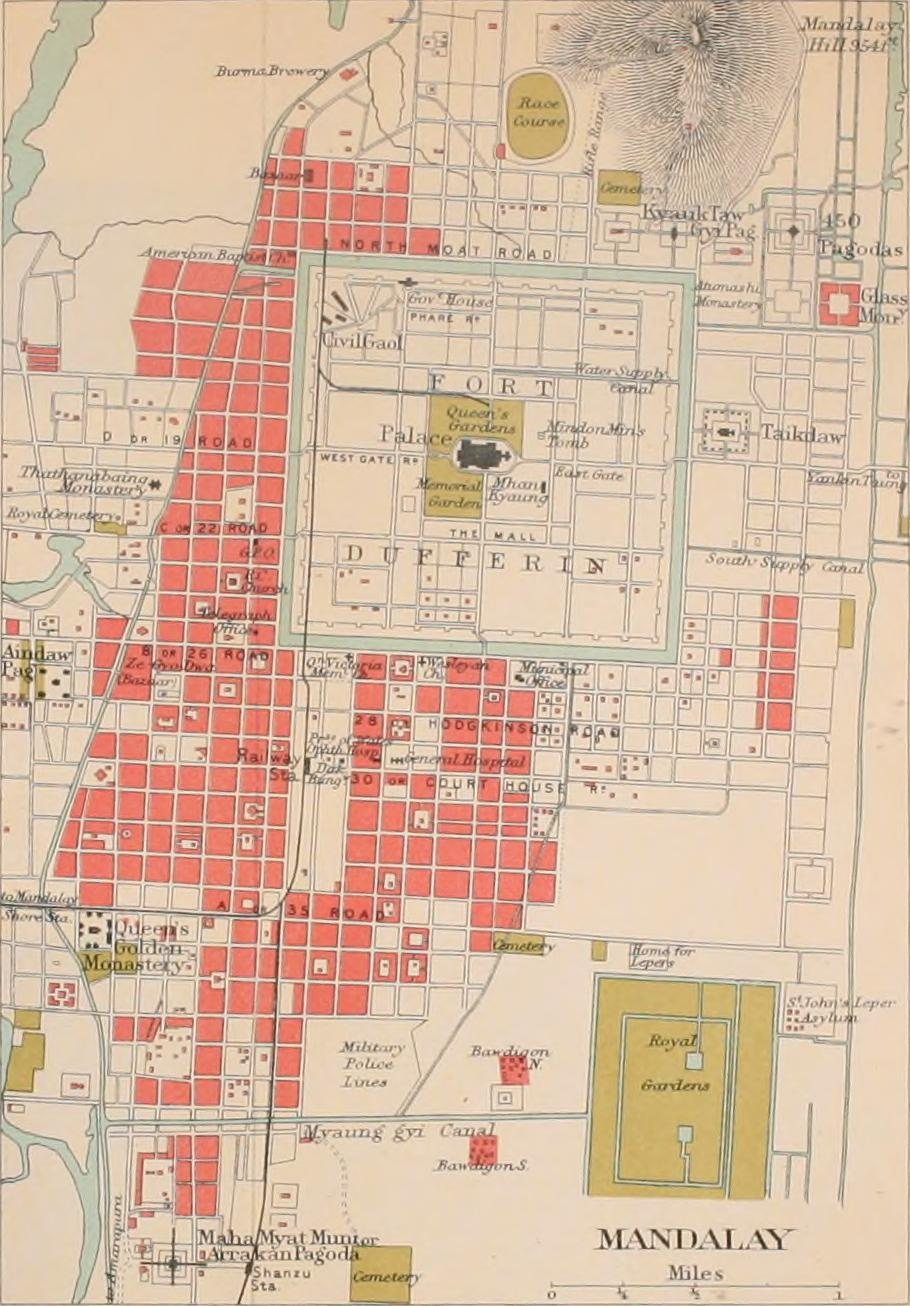
1911年の市内図
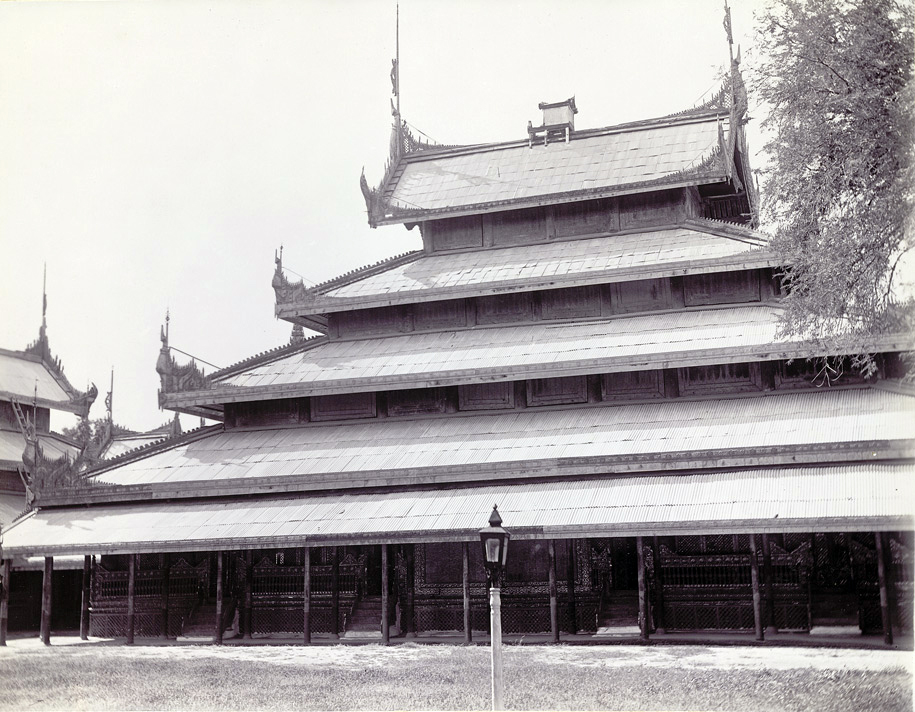
かつて王宮内に存在したフマンナンドー（မှန်နန်းတော်、ALA-LC翻字法: mhanʻ nanʻ" toʻ、ビルマ語発音: [m̥œ̀nnœ́ndɔ̀]。鏡（မှန်）と亜鉛のモザイク張りの御殿であり、フマンナンアピョードー（မှန်နန်းအပျိုတော်）と呼ばれる女官たちがここで暮らしていた[12]。